# Édouard de Boisgelin
Pour les autres membres de la famille, voir Famille de Boisgelin.
Édouard-Raymond-Marie, marquis de Boisgelin, né le 17 octobre 1801 à Paris et mort le 2 janvier 1866 au château de Saint-Fargeau, est un militaire et homme politique français.

## Biographie
Issu de la famille de Boisgelin, il est le fils d'Alexandre-Joseph de Boisgelin, maréchal de camp, député puis Pair de France héréditaire, et de Victorine d'Harcourt.
ll est aussi le petit-fils de Charles Eugène de Boisgelin, vicomte de Pléhédel, et celui de Charles Louis Hector d'Harcourt, marquis d'Harcourt.
il entre dans la carrière militaire en 1817 comme garde du corps du roi. Sous-lieutenant en 1819, il prend part à l'Expédition d'Espagne en 1823 en tant qu'officier d'ordonnance du maréchal de Lauriston. Il est promu lieutenant en 1825.
Il est admis à la Chambre des pairs, par droit héréditaire, le 31 août 1831 en remplacement de son père. Il siège à la Chambre haute jusqu'à la Révolution française de 1848, à laquelle il se retire de la vie publique.

### Mariage et descendance
Il épouse le 15 mars 1827 Marguerite Le Peletier de Mortefontaine (28 octobre 1809 - 10 août 1890), fille de Louis François Léon Le Peletier de Mortefontaine et de Suzanne Louise Le Peletier de Saint-Fargeau.. Elle était aussi la belle-sœur d'Ernest de Talleyrand Périgord, l'arrière petite-fille de Louis Le Peletier de Morfontaine, ainsi que (par sa mère) la petite-fille de Louis-Michel Lepeletier de Saint-Fargeau. Elle lui apporta le château de Saint-Fargeau. Dont deux fils :
- Bruno Louis Marie Victor de Boisgelin, marquis de Boisgelin (14 mars 1828 - Paris, 8 juin 1895), marié en 1848 avec Isabelle de Guéroult (1829-1913), arrière petite fille de Charles Louis Hector d'Harcourt. Dont postérité ;
- Alexandre Marie de Boisgelin, comte de Boisgelin, capitaine dans la garde mobile de l'Eure, conseiller-général du canton de Beaumont le Roger (Paris, 9 janvier 1832 - Beaumont le Roger, 31 janvier 1910), marié le 30 juin 1855 avec Berthe de Clercq (1836-1911), fille de Louis de Clercq. Dont postérité[2].